# Kenneth McKenzie
Kenneth McKenzie (* 24. Juli 1870 in Cambridge, Massachusetts; † 3. November 1949) war ein US-amerikanischer Romanist und Italianist.

## Leben
McKenzie – Sohn eines Harvard-Pastors – studierte ab 1891 bei Charles Eliot Norton (1827–1908) und Edward Stevens Sheldon (1851–1925). Er wurde 1895 an der Harvard University mit der Arbeit The development of Italian lyric poetry before the rise of the Dolce Stil Nuovo promoviert.
Ab 1900 war McKenzie Instructor, dann Assistant Professor für romanische Sprachen an der Yale University, ab 1915 Professor an der University of Illinois und zuletzt an der Princeton University. Er war der Gründerpräsident der American Association of Teachers of Italian.

## Werke
- (Hrsg.) Alfred de Musset, Trois comédies. Fantasio. On ne badine pas avec l’amour. Il faut qu’une porte soit ouverte ou fermée, Boston/New York 1901, 1932
- (Übersetzer) Jean de La Fontaine, Fifty Fables, New York 1903
- (Hrsg.) Victor Hugo, Ruy Blas, New York 1909
- (Hrsg.) Goldoni, Il ventaglio, New Haven 1911
- (Hrsg.) Molière’s Les fourberies de Scapin, Boston 1914
- Concordanza delle rime di Francesco Petrarca, Oxford 1912, Turin/New York 1969
- (Hrsg. mit Milton Stahl Garver [1879–1937]) Il bestiario toscano. Secondo la lezione dei codici di Parigi e di Roma, Rom 1912, Bologna 1971
- (Hrsg. mit William Abbott Oldfather [1880–1945]) Ysopet-Avionnet. The latin and french texts (ascribed to Walter of England), Urbana 1919
- Opportunities for higher education in Italy, New York 1921
- (Hrsg.) La vita nuova di Dante Alighieri, Boston/New York 1922
- Conferenze sulla letteratura americana, Bari 1922
- (mit Arthur Hamilton) Elementary French grammar, New York 1923
- (Hrsg.) Silvio Pellico, Le mie prigioni (selections) and Francesca da Rimini, Chicago 1924
- (Hrsg.) Victorien Sardou, La perle noire, New York 1924
- (Hrsg.) Firmin Roz, Souvenirs d’un lycéen français, New York 1925
- (Hrsg.) Antonio Pucci, Le noie, Princeton/Paris 1931, New York 1965
- (Hrsg. mit Aimée G. Leffingwell McKenzie) Henry Gréville, Petite princesse, New York/London 1938